# どーする!?わんこ

『どーする!?わんこ』は、「まんがライフ」（竹書房）に2003年6月号より2009年10月号まで連載された、那州雪絵による4コマ漫画。

## 概要
- それまでストーリー漫画を専門にしていた作者の那州が、初めて手がけた4コマ漫画作品。
- 本格連載前に、2003年3月号に「ゲスト」として同名の読切を掲載している。また「まんがライフオリジナル」2007年2月増刊号にゲスト掲載もされている。
- 連載当初はストーリー漫画特有の"描き込みの多い画"が多くぎこちなかったが、現在では他の作品とは画風を変え、キャラクターも上手くデフォルメされ、良い意味で「4コマ漫画」らしくなっている。
- 1回につき6P掲載の為、薄型コミックスにも関わらずなかなか単行本が刊行されない。
- モデルとなっていた作者の飼い犬（ロングコートチワワ、名前は「けげん」）が執筆途中で死亡したため、それ以降（単行本２巻終盤）は犬を主題にした話が減少している。

## あらすじ
ごく普通の家庭に育つ少年・武田竹史はある日、怪しげなお姉さんからチワワの子犬を貰う（というより無理矢理押し付けられる）。

最初は犬を飼うことに反対していた家族も、その愛らしさにすっかり参ってしまい『はな』と名付けて育てる事にした。

こうして武田家とその周囲の愉快な生活がはじまる。

## 登場人物

### 武田家
武田 竹史（たけだ たけし）
小学2年生。家を新築し、引っ越してきた直後に隣のお姉さんからはなを貰い受けた。彼女に『はな』という名前を付けた張本人。
余りにもはなが大好き過ぎて、夏休みの日記帳や図画工作の課題「私の家族」がはなだらけになり、心配した担任（はな好みのオヤジ）に家庭訪問されたことがある。
家族に隠れて、となりのお姉さんとはなについて情報交換している節がある。
武田 くるみ（たけだ -）
竹史の姉。小学5年生。しっかり者で、物事をハッキリ言うタイプ。たまにハッキリ言い過ぎて失敗することも多い。
いたずらが大好きで、よく竹史と一緒に、はなにいたずらを仕掛けることが多い。
武田 夏子（たけだ なつこ）
くるみ・竹史姉弟の母。39歳。専業主婦で、主にはなのしつけ担当。一見しっかり者だが、意外に天然ボケな行動も多い。因みに初めてはなを見たとき、咄嗟にグラム単価を計算した。
はなの散歩を通して交友関係が広がっている。
竹田 安隆（たけだ やすたか）
くるみ・竹史姉弟の父。会社員で、博識なうえ調べ事が大好き。一応はなには「武田家のボス」と認められているらしい。他の3人が基本的にボケ役なので、冷静にツッ込む。
重度の花粉症患者で、春先には、長毛に花粉の絡み付いたはなに近寄る事が出来ない。

### 近所の人々
隣のお姉さん
武田家の隣に住む漫画家で、はなをペットショップで衝動買いした本人。彼女に勝手に『エンジェル』という名前を付け、仕事そっちのけで覗き・盗撮など犯罪スレスレの行為をしたり、たまに武田家の前にこっそりと、犬用グッズや衣服（天使の衣装）を置いて行ったりする。
それ以外にも、犬を大事にしない（と思い込んだ）飼い主に鉄槌をくだしたり、毎日ポストに怪文書を入れたりと、かなり人として間違っている。別名・「犬仮面」。
アシスタントさん
隣のお姉さんのアシスタントさん達（人数は可変）。仕事をしない先生（お姉さん）に対して冷徹なツッコミを入れる。
獣医さん
「ひなげし動物病院」の獣医師。かなりの強面で、夏子曰く「人生損してそう」だが、はなにとってはストライクゾーンな顔立ち。
よく、はなが突然大変なことになり、夏子が駆け込み獣医さんがツッ込むパターンが多い。
町田（まちだ）
近所に住む、セレブな奥様。身なりから愛犬クララの出で立ちに至るまで、すべてが高級。夏子&はなと一緒にいた際、はなにばかり人気が向いた為鉄拳制裁が出たことがある。
やはり重度の花粉症持ちで、春先にはクララともども宇宙服のような出で立ちになる。その他にも季節ごとにゴージャスな衣装を披露するが、一応本人に「ウケを狙う」つもりはあるらしい。
あすみ
近所に住む女子高生。やはりチワワを4匹飼っているが、余りに巨大化し過ぎて近所の人々にはチワワだと認識して貰えない。犬のダイエットの為に毎日散歩に精を出しているが、肝心の犬がへたってしまい彼らを担いで移動する為、むしろあすみのほうが痩せてしまった。
のちにチワワたちのダイエット日記ブログ「チワワＤＥオデブ」を開設する。

### 竹史のクラス
ユミカ
竹史のクラスメイト。美少女なうえプライドが高く、「自分が世界で一番カワイイ」と思っているが、はなにぞっこんの竹史に毎回プライドを傷つけられる。一度、はなを見る為に武田家へやって来たが、お互い交戦状態のまま終わった。
余りのショックに、はなの悪夢を見たことすらある。
上田（うえだ）
竹史の担任。普段は余り児童に人気が無い。
竹史が宿題で、余りにもはなの事しか書かない為に「家庭に何か問題があるのでは？」と突然家庭訪問にやって来た。
いわゆる「はなのストライクゾーン」な中年で、家庭訪問中ずっと膝の上に乗られていた。本人もその感触が忘れられないらしい。
根子海（ねこかい）
竹史のクラスメイト。人見知りでいつも何処に居るか判らないが、根子海がママに怒られると守ってくれる黒猫「チャコ」を飼っている。

### 夏子の両親
武田家からは割と近くに住む。苗字は「松田（まつだ）」
おじいちゃん
非常に強面なうえ頑固。まず否定形から話をはじめる為、損をする役回り。「おじさん好き」なはなに魅了されており、はなを連れて放浪の旅に出ようとしたこともある。
おばあちゃん
夏子にいいように扱われている（しかもくるみと竹史に見抜かれているうえ、2人にもいいように扱われる）。
夫の頑固な発言が強がりであることに気が付いている。

### 安隆の両親
遠方に住む。夏や冬など長期休みシーズンに登場する。
おじいちゃん
たまに長期休み等に帰ってくる武田一家（特に孫のふたり）を楽しみにし「こどものしろ」という遊び場まで自作するが、はなを置いて来たショックで元気のない竹史を見て落ち込みを隠せない。冬には犬の遊び場を自作し一家をおびき寄せようとするが、「チワワは寒さに弱い」の一言で撃沈する。
おばあちゃん
落ち込むおじいちゃんを励ましたりするが、孫が頻繁に遊びに来るよう犬を飼うことを入れ知恵したりとなかなか策士。

### 犬・猫
はな
ロングコートチワワの雌犬。元は隣のお姉さんがペットショップで衝動買いしたものだが、賃貸アパートで飼えないため、竹史に押し付ける形で武田家にやって来た。因みに、ペットショップで普通に買えば30万円（時価）。
好物は甘いもの、特に焼芋で、秋冬になると目の色が明らかに変わる。好きなタイプは「オヤジ顔の人間」で、強面の獣医師がいる動物病院にも喜んで通うが、大抵どの恋も実ったことはない。
余り賢いほうではなく、竹史以外の家族には「バカ」呼ばわりされている。
モノローグ及び犬同士の会話は、手書き文字で表現される。
クッキー
武田家の近所で飼われているオスのポメラニアン。
クララ
武田家の近所で飼われているメスのシュナウザー。飼い主の町田さんが富豪のため、服装や健康診断などにお金をかけられている。
アンディ
あすみの家で飼われている肥満チワワ４匹のうちの１匹。けっこう甘えん坊で、お気に入りの場所はあすみの太ももの上。
フジ
おじいちゃん（安隆の父）が孫が遊びに来ない寂しさから飼い始めた犬。竹史を呼び寄せるネタに使われた。子犬の頃は抱えられる大きさだったが、成長するにしたがって中～大型犬になった。
名前の由来はおじいちゃんのインスピレーション。（いかにも「フジ」って顔をしているため）
チャコ
竹史の同級生、根子海の家で飼われている猫。人見知りするためか、家族以外の人にはめったに姿を現わさない。

## 単行本
竹書房 バンブーコミックス
1. 2006年02月17日 ISBN 4-8124-6423-4
2. 2008年04月27日 ISBN 978-4-8124-6811-1
3. 2009年11月10日 ISBN 978-4-8124-7174-6

## 余談
- 単行本1巻で、はなのモデルは那州家で飼われているチワワであると明かされた。しかし2巻にて、2006年の大晦日に逝去したと公表された。なお、名前のモデルは那州の実家で飼われている「はなちゃん」（元捨て犬・雑種）から取られている。